# Rue Joseph Vrindts
La rue Joseph Vrindts est une rue ancienne de la ville de Liège (Belgique) située dans le quartier d'Outremeuse.

## Odonymie
Cette artère est la rue natale de Joseph Vrindts, né le 17 avril 1855 et mort à Liège le 6 novembre 1940, poète et écrivain en langue wallonne devenu académicien belge à la fin de sa vie. Il fonda en 1902 le café littéraire wallon situé rue Jean d'Outremeuse. 
Vers les années 1950, la ville de Liège décide de rebaptiser la partie orientale de la très ancienne rue Gravioule (créée en 1333) pour rendre hommage à ce grand poète liégeois.

## Situation et description
Cette rue plate et rectiligne mesure approximativement 137 mètres. Elle applique un sens unique de circulation automobile de la rue Ransonnet vers la rue Curtius. L'artère possède une trentaine d'immeubles d'habitation construits en brique et généralement hauts de deux étages.

## Architecture
L'ensemble de bâtiments situés aux numéros 11, 13 et 15 date approximativement de l'an 1800. Il s'agit d'une construction en brique de style néo-classique comprenant en façade, deux portes d'entrée et vingt baies vitrées rectangulaires avec encadrements en pierre de taille ainsi qu'une porte charretière (assez rare en ville) formant un arc en plein cintre. Cette porte charretière située au no 11 mène à la cour intérieure d'une ancienne ferme en carré dont les bâtiments existent toujours mais plus pour une fonction agricole.

## Voies adjacentes
- Rue Gravioule
- Rue Ransonnet
- Rue Adolphe Maréchal
- Rue Curtius
- Rue Villenfagne

### Source et bibliographie
- Yannik Delairesse et Michel Elsdorf, Le nouveau livre des rues de Liège, Liège, Noir Dessin Production, 2008, 512 p. (ISBN 2873511435, présentation en ligne), page 420